# بودیان
بودیان یا ساکنان دهکدهٔ «بودو» واقع در مرز میان بابل و عیلام که تیگلت پیلسر سوم آن را در سال - ۷۴۵ پ.م. - مسخر کرد. اگر این نکتهٔ صحیح باشد، این خود دربارهٔ مقرّ قبیلهٔ بودیان را در اقصای غرب کشور ماد تا اندازه‌ای راهنمایی می‌کند. مع‌هذا بیشتر احتمال می‌رود که در این مورد عنوان قبیله از نام دهکده مشتق شده‌باشد. اطلاعات دربارهٔ سایر قبایل اتحادیه قبایل ماد بیش از این نیست.

## شش قبیله ماد
مهاجران را به نام قبیله یا زادگاه‌شان نیز می‌نامند. مثلاً ایللی لیان، ناکّابیان، دونی‌ئیان، بیلی‌یان، بانی‌تیان، سانگیلیان، بودی‌ئیان و ساکنان دهکدهٔ بابلی نرگال ایلو اینا ماتی. در میان این‌ها بودی‌ئیان ممکن است با قبیلهٔ مادی بودیان تطابق داشته‌باشد.

کوچاندن مادی‌ها به عنف، نینوا قرن هفتم

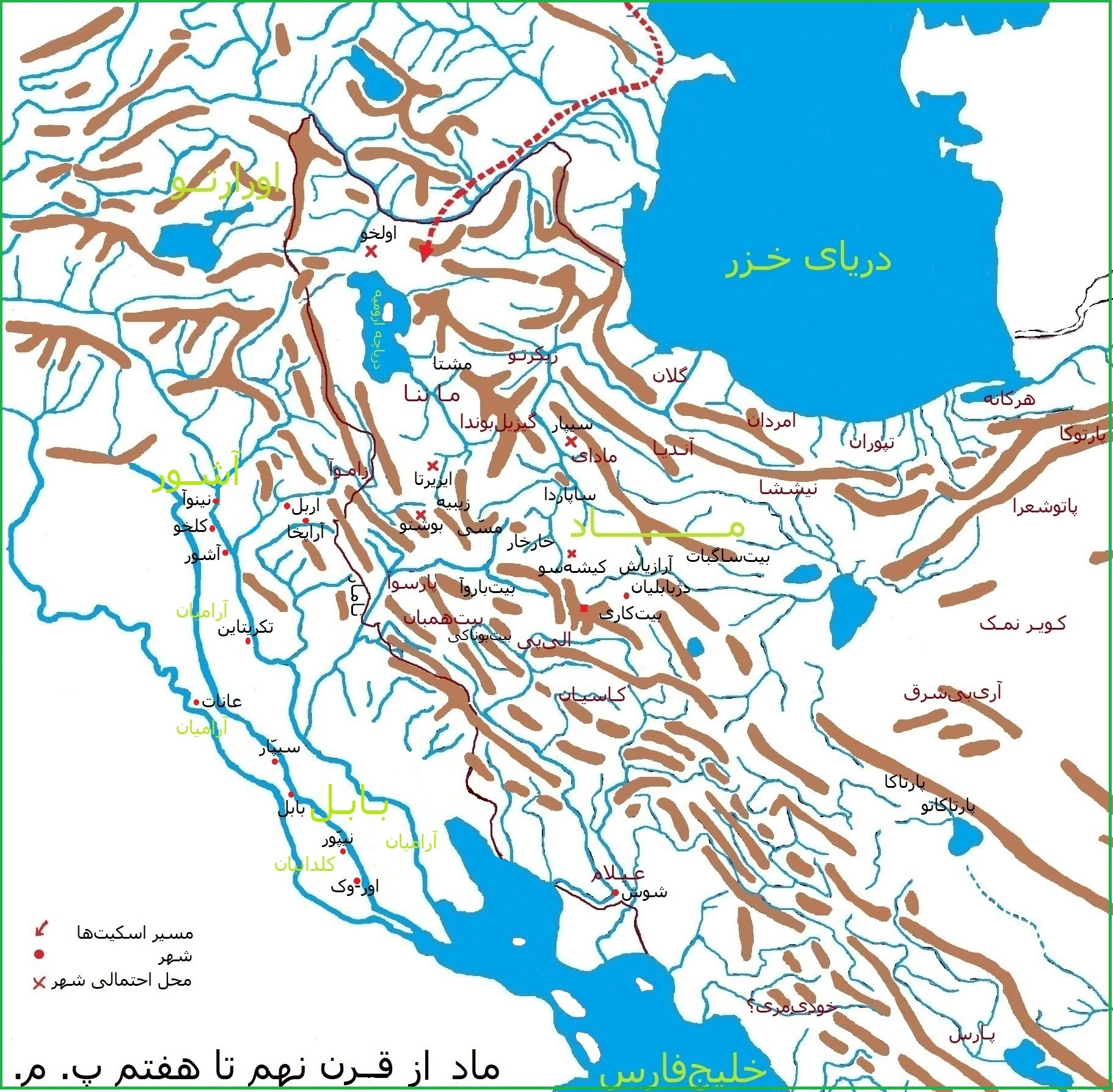
ماد و ماننا در قرن‌های ۹ تا ۷ پ.م.

هرودوت از شش قبیلهٔ کشور ماد یاد می‌کند ولی ممکن است وی در زمانیکه «پادشاهی ماد» استقرار و بسط یافته بود این قبایل را ذکر کرده باشد. اما اتحادیه قبایل ماد که قبل از تأسیس پادشاهی ماد تشکیل شد اعضای آن فقط می‌توانست از یک گروه قومی کوچک با منطقهٔ محدود جغرافیایی، تحت عنوان مادای بوده باشد.
بودیان
بوسیان
پارتاکنیان
استروخاتیان
آریزانتیان
مغان
قبایل مزبور که هرودوت ذکر می‌کند در سطح وسیعی از فلات ایران ساکن بودند، پارتاکن‌ها در ناحیهٔ اصفهان کنونی مستقر شده و مغان که یک قبیله محسوب می‌شدند احتمالاً در ناحیهٔ ری یا آذربایجان سکونت داشتند و آریزانت‌ها را نیز همان قوم آریا محسوب می‌دارند. سایر قبایل هم تاکنون محل اسقرارشان معیّن نیست؛ ولی قبایل خالص مادای که در اتحادیه قبایل ماد که قبل از تأسیس پادشاهی ماد وجود داشتند، نمی‌توانستند در سطح وسیعی از فلات ایران گسترده باشند.